# Hassan El Glaoui
Hassan El Glaoui (Marokkaans-Arabisch: حسن الكلاوي) (Marrakesh, 23 december 1923 – Rabat, 21 juni 2018) was een Marokkaans kunstschilder die vooral bekend is geworden door zijn moderne schilderijen van Marokkaanse folklore en Fantasia ruiters. El Glaoui wordt beschouwd als een pionier van de moderne schilderkunst in Marokko.

## Biografie

### Jeugd en begin carrière
El Glaoui, was de zoon van de laatste pasja van Marrakesh Thami El Glaoui (1879-1956). El Glaoui was voorbestemd om in de voetsporen van zijn vader te treden. Een carrière als kunstschilder werd El Glaoui verboden door zijn vader. Het was de Britse premier Winston Churchill, een goede vriend van de familie en een frequente gast in het paleis en de kasba van de pasja, die in 1943 zijn lof uitsprak over diens werk en hierdoor de pasja overtuigde om zijn zoon toe te staan kunstschilder te worden. Hierdoor kon El Glaoui naar Parijs om aldaar in de leer te gaan als kunstschilder aan de École nationale supérieure des beaux-arts in de vroege jaren-40.

### Tentoonstelling
In 2012 werd een tentoonstelling gehouden in het Leighton House Museum te Londen van El Glaoui's werk samen met werken van Churchills hand aan wie hij zijn carrière te danken heeft. De tentoonstelling werd samengesteld door El Glaoui's dochter Touria El Glaoui.

### Overlijden
El Glaoui is gestorven in de ochtend van 21 juni in de Marokkaanse hoofdstad Rabat na een kort ziekbed. Hassan El Glaoui is 94 jaar oud geworden.